# Brodce
Brodce (německy Brodetz) jsou městys v okrese Mladá Boleslav ve Středočeském kraji. Rozkládá se deset kilometrů jižně od Mladé Boleslavi. Žije zde přibližně 1 100 obyvatel.

## Historie
První písemná zmínka o obci je z roku 1130.

## Obyvatelstvo
| Rok            | 1869 | 1880  | 1890  | 1900  | 1910  | 1921  | 1930  | 1950  | 1961  | 1970  | 1980  | 1991 | 2001 | 2011  | 2021  |
| -------------- | ---- | ----- | ----- | ----- | ----- | ----- | ----- | ----- | ----- | ----- | ----- | ---- | ---- | ----- | ----- |
| Počet obyvatel | 954  | 1 283 | 1 356 | 1 287 | 1 293 | 1 169 | 1 186 | 1 088 | 1 113 | 1 092 | 1 061 | 931  | 990  | 1 009 | 1 065 |
| Počet domů     | 155  | 199   | 224   | 245   | 268   | 272   | 310   | 326   | 305   | 304   | 297   | 347  | 358  | 385   | 415   |

## Správa městyse
Od 27. června 2008 jsou Brodce opět městysem.

### Územněsprávní začlenění
Dějiny územněsprávního začleňování zahrnují období od roku 1850 do současnosti. V chronologickém přehledu je uvedena územně administrativní příslušnost obce v roce, kdy ke změně došlo:
- 1850 země česká, kraj Jičín, politický okres Nymburk, soudní okres Nové Benátky[8]
- 1855 země česká, kraj Mladá Boleslav, soudní okres Nové Benátky[8]
- 1868 země česká, politický okres Mladá Boleslav, soudní okres Nové Benátky[8]
- 1937 země česká, politický okres Mladá Boleslav expozitura Nové Benátky, soudní okres Nové Benátky[9]
- 1939 země česká, Oberlandrat Jičín, politický okres Mladá Boleslav expozitura Nové Benátky, soudní okres Nové Benátky [10]
- 1942 země česká, Oberlandrat Praha, politický okres Brandýs nad Labem, soudní okres Nové Benátky[11]
- 1945 země česká, správní okres Mladá Boleslav, expozitura a soudní okres Benátky nad Jizerou[12]
- 1949 Pražský kraj, okres Mladá Boleslav[13]
- 1960 Středočeský kraj, okres Mladá Boleslav[14]

## Společnost

### Rok 1932
V městysi Brodce s 1204 obyvateli v roce 1932 byly evidovány tyto úřady, živnosti a obchody: poštovní úřad, telegrafní úřad, telefonní úřad, sbor dobrovolných hasičů, biograf Sokol, bednář, cukrář, 2 holiči, 10 hostinců, hudební škola, kapelník, klempíř, 2 koláři, konsum, kovář, 3 krejčí, malíř, mlýn, obchod s obuví Baťa, obuvník, 2 obchody s ovocem, 2 pekaři, 2 pily, pohřební ústav, 3 pokrývači, porodní asistentka, výroba rákosových rohoží, 4 rolníci, 4 řezníci, sklenář, 4 obchody se smíšeným zbožím, spořitelní a záložní spolek, stavitel, studnař, 3 švadleny, tesařský mistr, 3 trafiky, 4 truhláři, výroba velocipedů, zámečník.

## Pamětihodnosti
- Pohřebiště doby bronzové, archeologické naleziště severně od vesnice
- Hospoda
- Zámek Horky nad Jizerou (nyní střední škola)
- Farní kostel
- Radnice
- Budova bývalého pivovaru

## Doprava
Silniční doprava

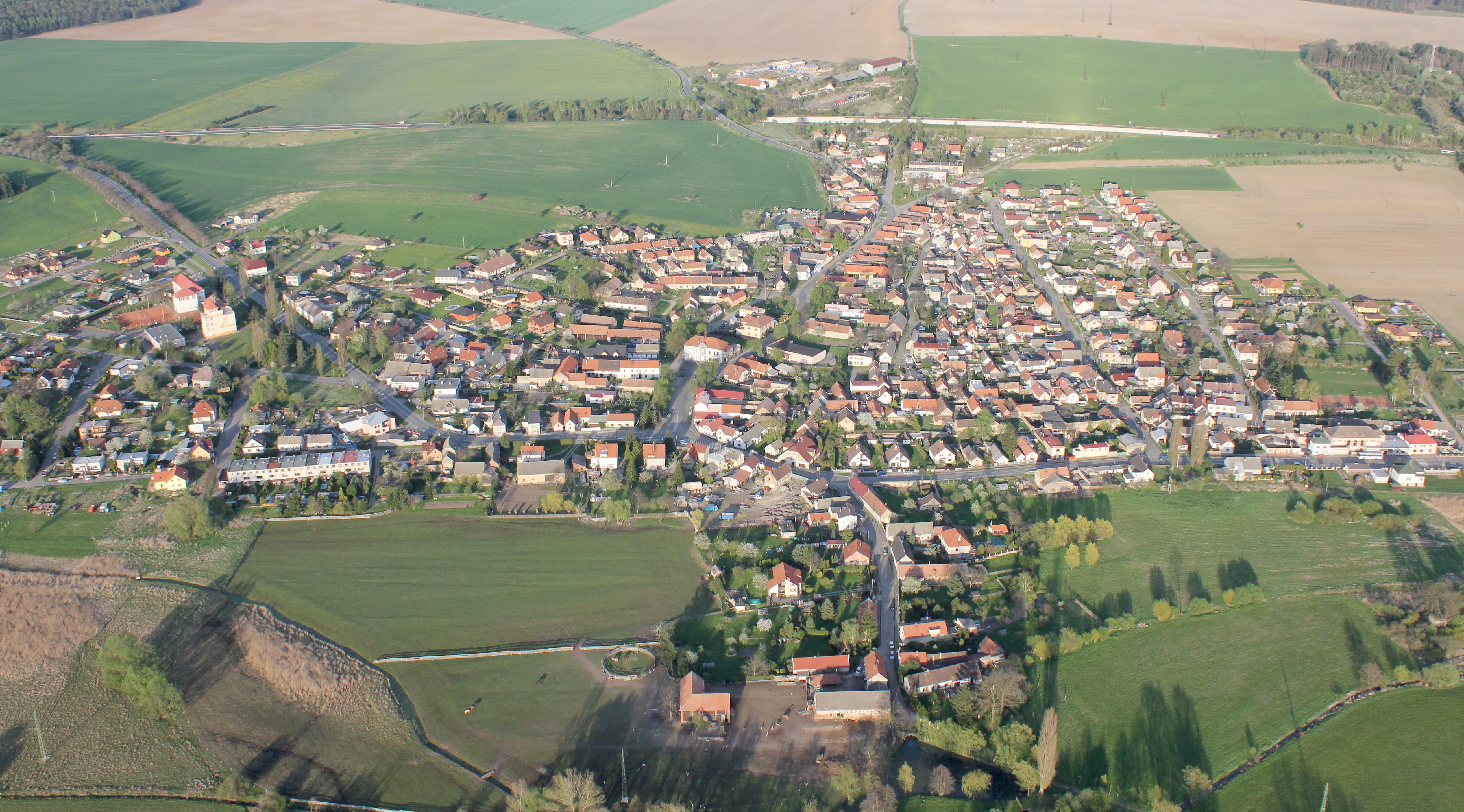
Letecký pohled na Brodce

Okolo obce vede dálnice D10 Praha - Mladá Boleslav - Turnov s exitem 33. Okrajem obce prochází silnice II/275 Bezno - Brodce - Jabkenice - Křinec - Dymokury, obcí prochází silnice II/610 Praha - Benátky nad Jizerou - Brodce - Mladá Boleslav - Turnov.
Železniční doprava
Železniční trať ani stanice na území obce nejsou. Nejblíže obci je železniční stanice Chotětov ve vzdálenosti 4 km ležící na trati Praha–Turnov v úseku z Neratovic do Mladé Boleslavi.
Autobusová doprava
Z obce vedly v květnu 2011 autobusové linky do těchto cílů: Bělá pod Bezdězem, Benátky nad Jizerou, Kladno, Mělník, Mladá Boleslav, Praha, Roudnice nad Labem 

## Další fotografie

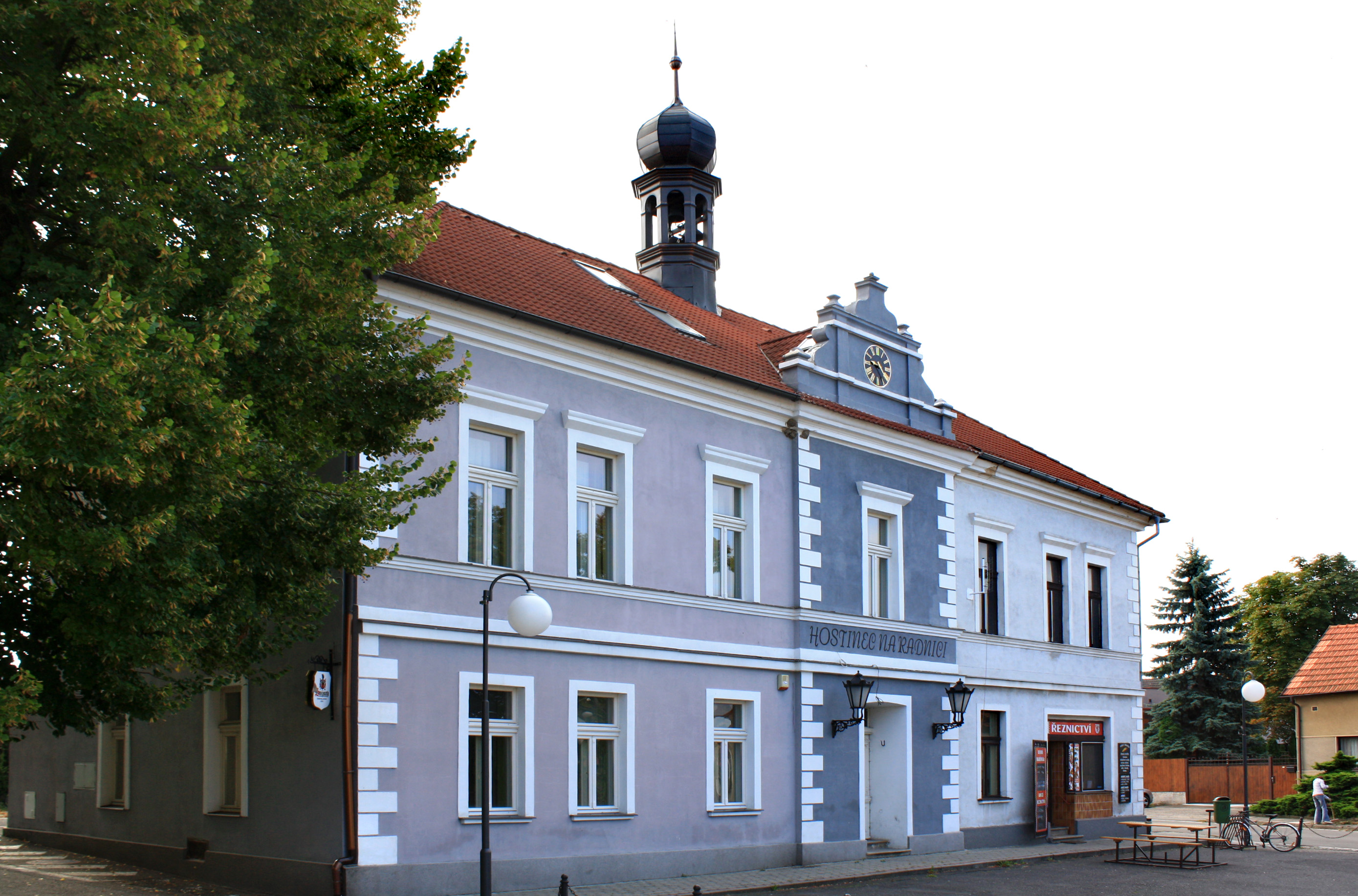
Bývalá radnice
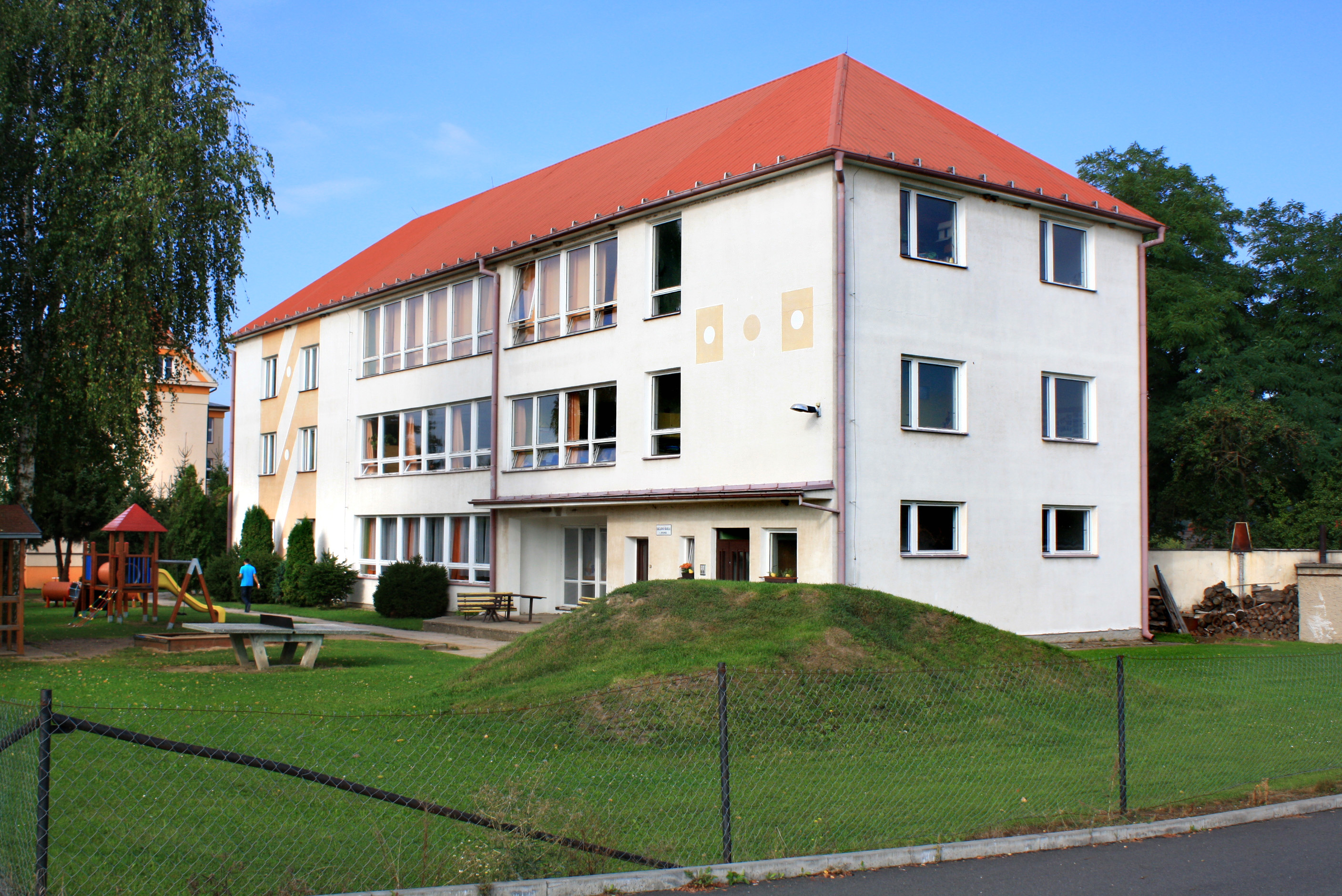
Škola
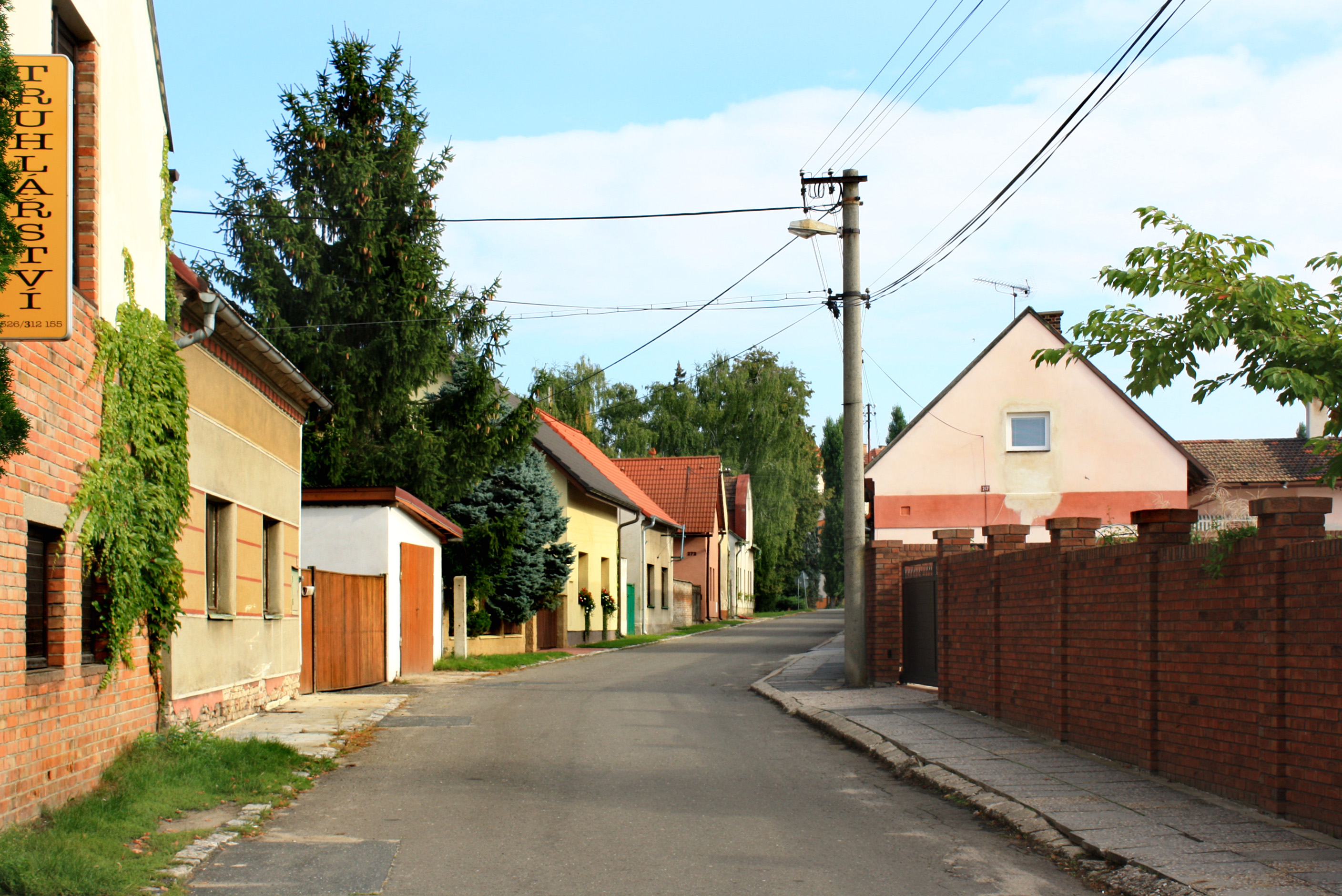
Školní ulice